# Missió Odissea
Missió Odissea (originalment Mission Odyssey) és una sèrie de televisió d'animació francoalemanya sobre les aventures de l'antic heroi grec, Ulisses. La sèrie és una producció de BAF Berlin Animation Film GmbH & Co. Productions KG, Marathon Filmproduction, Marathon Animation i M6 Metropole Television. El disseny de personatges és de David Gilson. Els drets de distribució van ser adquirits el 2009 per Your Family Entertainment AG, amb drets de retransmissió indefinits, incloent-hi els drets secundaris per a gairebé tots els països.
Es va estrenar mundialment a la cadena francesa M6 el 4 de setembre de 2002. A Catalunya es va estrenar el 3 d'agost de 2006 al canal K3. A Alemanya, la sèrie es va estrenar el 22 de febrer de 2008 a KIKA.

## Trama
Després que l'exèrcit d'Agamèmnon assetgés Troia durant 10 anys i perdés el seu millor guerrer, Aquil·les, Ulisses construeix el cavall de Troia i captura la ciutat. Un cop destruïda Troia, Ulisses i els seus homes se'n van cap a casa sense presentar respectes a Posidó. Per això, el déu de la mar castiga Ulisses a recórrer els mars i no poder tornar a casa seva, Ítaca.
Posidó fa una juguesca amb Atena: Ulisses i la seva tripulació no arribaran mai a casa sense ajuda. Per aconseguir-ho, Posidó interfereix en cada episodi de la sèrie, i Atena va recordant constantment a Posidó que la intervenció directa viola les seves regles.
La sèrie cobreix les etapes més importants de l'Odissea d'Homer, però està simplificada i reelaborada d'una manera amigable per als nens. De tant en tant hi apareixen personatges d'altres llegendes gregues.

## Llista d'episodis
| Núm. | Títol                                                       | Data d'estrena original | Data d'emissió a Catalunya |
| --- | ----------------------------------------------------------- | ----------------------- | -------------------------- |
| 1 | «L'ull del cíclop» «The Eye of the Cyclops»                 | 4 de setembre de 2002   | 3 d'agost de 2006          |
| Després de la victòria de Troia, Ulisses posa rumb cap a Ítaca per retrobar-se amb la seva família. El malvat Posidó està decidit a aturar el Navis al preu que sigui. Encallats en una illa, el nostre heroi i la seva tripulació aviat seran presoners del Cíclop, el gegant d'un sol ull. Aquesta vegada tot està a les mans de la Nisa...                       |                                                             |                         |                            |
| 2 | «Caribdis i Escil·la» «Charybde and Scylla»                 | 11 de setembre de 2002  | Sense anunciar             |
| Enganyats pel mapa màgic que els han donat, l'Ulisses i la seva tripulació queden atrapats i separats en dos grups en una illa d'allò més mística. Per sortir-ne vius, a més de desafiar l'ira del Déu Posidó, s'hauran d'enfrontar a Escil·la i Caribdis, dos monstres que fan naufragar tots els navegants que passen prop d'ells.                                |                                                             |                         |                            |
| 3 | «Un viatge a l'infern» «A Trip to the Underworld»           | 18 de setembre de 2002  | Sense anunciar             |
| A les portes de l'infern, Ulisses per fi pot parlar amb Tirèsies, un endeví cec i molt savi, que li fa saber que, per tornar a Ítaca, haurà d'anar fins a la fi del món, al Regne d'Hades, la terra de la mort. Posidó, decidit a aturar-los, farà servir tots els seus poders per intentar que els nostres herois no puguin tornar d'aquest viatge cap a l'infern. |                                                             |                         |                            |
| 4 | «El cant de les sirenes» «The Song of the Sirens»           | 25 de setembre de 2002  | Sense anunciar             |
| Ulisses es veu obligat a seguir les sirenes que han segrestat Filo i s'adona, massa tard, que ha caigut en una altra de les trampes de Posidó. Per poder continuar el viatge cap a Ítaca, haurà de fer front a l'irresistible cant d'Aglaope, la reina de les sirenes.                                                                                              |                                                             |                         |                            |
| 5 | «Circe»                                                     | 2 d'octubre de 2002     | Sense anunciar             |
| Ulisses i els seus companys, desesperats i morts de gana, arriben a l'illa de Circe, una bruixa molt poderosa que els convertirà tots en porcs. Gràcies als poders de la Nisa, el nostre heroi es lliurarà de l'encanteri i podrà plantar cara a aquest ésser tan malèfic per salvar la tripulació.                                                                 |                                                             |                         |                            |
| 6 | «Records» «Memories»                                        | 9 d'octubre de 2002     | Sense anunciar             |
| Posidó prova d'aturar Ulisses creant un món de somnis irreals on aviat s'hi veurà immersa tota la tripulació. Ulisses, convençut que ha tornat a la seva estimada Ítaca, s'adonarà, abans no sigui massa tard, que un món tan perfecte és impossible. |                                                             |                         |                            |
| 7 | «La maledicció dels lestrígons» «The Curse of the Strygons» | 16 d'octubre de 2002    | Sense anunciar             |
| Posidó se les enginya perquè Ulisses i els seus companys acabin en una illa habitada per uns gegants malvats: els lestrígons, uns pescadors pacífics a qui Posidó va fer un encanteri. Part de la tripulació es quedarà a reparar el Navis, la resta hauran de plantar cara als temibles lestrígons.                                                                |                                                             |                         |                            |
| 8 | «Buscant en Pegàs» «Looking for Pegasus»                    | 23 d'octubre de 2002    | Sense anunciar             |
| Per salvar la tripulació, Ulisses ha de prometre a Bellero, un dels fills de Posidó que té segrestada Nisa, que l'ajudarà a trobar en Pegàs, el mític cavall blanc alat. Abans, però, hauran de travessar la Terra de Quimera, un monstre malèfic que els donarà més d'un ensurt.                                                                                   |                                                             |                         |                            |
| 9 | «Les germanes gòrgones» «The Gorgon Sisters»                | 30 d'octubre de 2002    | Sense anunciar             |
| La trobada entre Ulisses i les germanes Gòrgones deixarà més d'un de pedra. Estènel té el costum de petrificar la gent amb la mirada. Medusa, en canvi, s'estima més empresonar-los a l'interior d'objectes metàl·lics. El nostre heroi aviat s'adonarà que la solució és enfrontar les dues germanes.                                                              |                                                             |                         |                            |
| 10 | «El palau del vent» «Wind Palace»                           | 6 de novembre de 2002   | Sense anunciar             |
| Perduts enmig d'una tempesta, la tripulació del Navis estan a punt de naufragar. De sobte, i davant de la sorpresa de tots els seus companys, Zèfir assegura que són al portal de l'imperi del seu pare, el rei Aeoli, que viu per sobre dels núvols, en un palau flotant. Hi pot tenir res a veure Posidó?                                                         |                                                             |                         |                            |
| 11 | «La forja de l'Hefest» «The Forge of Hephaestus»            | 13 de novembre de 2002  | Sense anunciar             |
| La tristesa que viu Dates torna a ser un estratagema de Posidó. L'única manera d'ajudar-lo és amb l'Essència d'Esperança de la famosa Capsa de Pandora, que està amagada a la Forja de l'Hefest. Aquest Déu descobrirà les veritables intencions dels nostres herois i intentarà eliminar-los.                                                                      |                                                             |                         |                            |
| 12 | «El duel de centaures» «Duel of the Centaur»                | 20 de novembre de 2002  | Sense anunciar             |
| Per esquivar l'atac d'unes algues assassines enviades per Posidó, Ulisses i els seus companys entren dins d'una cova on hi ha un grup de centaures que els ajuden a fugir. Posidó assegura que, si no mor Ulisses, destruirà l'illa dels centaures. El duel entre el nostre heroi i Quiro, cap dels centaures està servit...                                        |                                                             |                         |                            |
| 13 | «M'he casat amb una harpia» «I Married a Harpy»             | 27 de novembre de 2002  | Sense anunciar             |
| Hestoral, reina de les harpies, mig dones mig ocell, fa una eternitat que busca un rei amb qui casar-se. Després d'abduir Filo, i confondre'l amb Ulisses, el matrimoni ja és un fet. Si no volen veure el seu company casat amb una harpia, Ulisses, Diomedes, Tità i Nisa s'hauran d'enfrontar al Manticor, un monstre terrorífic.                                |                                                             |                         |                            |
| 14 | «La flama de l'eternitat» «The Flame of Eternity»           | 4 de desembre de 2002   | Sense anunciar             |
| El Navis s'ha quedat encallat a l'illa de Calipso. Aquesta ninfa intentarà apoderar-se de la ment d'Ulisses per fer que oblidi la seva esposa, Penèlope, i s'enamori d'ella. L'única manera que té Ulisses d'aturar l'encanteri és tornant-se immortal fent servir una bruixeria molt destructiva: la flama de l'eternitat.                                         |                                                             |                         |                            |
| 15 | «Els lotògrafs» «Lotus Eaters»                              | 11 de desembre de 2002  | Sense anunciar             |
| Els amables lotògrafs celebren l'arribada dels seus convidats d'honor: Ulisses, Dates i Nisa, oferint-los les seves flors de lotus més apreciades. Posidó aprofitarà l'oportunitat per enverinar-les i atrapar els nostres herois en el món dels somnis... per sempre!                                                                                              |                                                             |                         |                            |
| 16 | «La reina de les amazones» «Queen of the Amazons»           | 18 de desembre de 2002  | Sense anunciar             |
| Per art de màgia, Nisa ha estat escollida per convertir-se en la nova reina de les Amazones, que acaben de capturar Ulisses amb tota la tripulació. Nisa s'haurà d'enfrontar a la malvada i poderosa Tyra, l'actual reina. Posidó, per assegurar-se la victòria, ha donat a Tyra un cos fet totalment d'aigua.                                                      |                                                             |                         |                            |
| 17 | «El rei dels titans» «King of the Titans»                   | 8 de gener de 2003      | Sense anunciar             |
| Ulisses s'ha d'aturar a Cronus, l'illa natal de Tità, a reparar el Navis. Allà hi viu Antílop, germà gran de Tità i rei de Cronus. Posidó l'ha convençut que Tità, en realitat, ha vingut a prendre-li el tron i l'esposa. Antílop ho té clar: la solució és matar Tità i tots els seus companys. Ho farà?                                                          |                                                             |                         |                            |
| 18 | «El mirall de l'atracció» «The Mirror of Attraction»        | 15 de gener de 2003     | Sense anunciar             |
| Posidó ha ordenat a dues dríades que portin Ulisses a veure la preciosa Nausicaa. Un encanteri fa que tots els homes que se la miren, se n'enamoren tant, que perden el cap. A l'hora de la veritat, però, és Tità el que la veu primer. Per desfer l'encanteri Ulisses s'haurà d'endinsar al Mirall de l'Atracció.                                                 |                                                             |                         |                            |
| 19 | «L'ascensió de l'Atlàntida» «Atlantis Ascending»            | 22 de gener de 2003     | Sense anunciar             |
| Després d'un altre parany de Posidó, Ulisses, Tità, Nisa i Filo s'han quedat atrapats a l'Atlàntida, la ciutat sumbergida. El rei Peleus, l'únic supervivent que queda, els informa que per tornar a la terra han d'anar a buscar la perla de l'Atlàntida, que és dalt d'una torre impossible d'escalar.                                                            |                                                             |                         |                            |
| 20 | «El pou dels desitjos» «The Wishing Well»                   | 29 de gener de 2003     | Sense anunciar             |
| Els nostres herois han ensopegat amb un pou que, segons Filo, concedeix desitjos. Per fi han trobat la manera d'arribar a Ítaca! Evidentment, no serà tan fàcil. Licao, un home amb cap de llop que està tancat en una gàbia al costat del pou, els informa que, per fer que el pou funcioni, necessiten una copa màgica.                                           |                                                             |                         |                            |
| 21 | «La lira encantada» «Enchanted Lyre»                        | 5 de febrer de 2003     | Sense anunciar             |
| Després de salvar heròicament un dríad, Pan, Déu dels Panpipes, dóna el poder a Filo de trobar el camí de tornada a Ítaca. Posidó, furiós, farà un encanteri a una lira que provocarà la discòrdia entre tots els que la sentin sonar. T'imagines qui se la trobarà, la lira encantada...?                                                                          |                                                             |                         |                            |
| 22 | «La venjança d'en Cronos» «Cronos' Revenge»                 | 12 de febrer de 2003    | Sense anunciar             |
| Després que Cronos segresti Posidó, els nostres herois s'adonaran de seguida que, si volen tornar a Ítaca, hauran d'alliberar el seu etern enemic. Per fer-ho s'hauran d'endinsar a l'Infern de Tartare, on s'hi troba l'Oblivió, el riu màgic. La solució podrien ser les Pedres de la Vida... i la col·laboració de Posidó.                                       |                                                             |                         |                            |
| 23 | «Dazed in the Maze»                                         | 19 de febrer de 2003    | Sense anunciar             |
| 24 | «The Golden Fleece»                                         | 26 de febrer de 2003    | Sense anunciar             |
| 25 | «Hercules' Columns»                                         | 5 de març de 2003       | Sense anunciar             |
| 26 | «L'arc de l'Ulisses» «Ulysses' Bow»                         | 12 de març de 2003      | Sense anunciar             |
| Penèlope s'haurà de casar amb el nou rei, Pellos. Si no ho fa, no podrà veure mai més el seu fill. Ulisses, que per fi acaba d'arribar a Ítaca, decideix atacar el palau per sorpresa. Però Pellos té un aliat que Ulisses no s'espera: Posidó. Podrà impedir el casament i salvar el seu fill, l'Ulisses?                                                          |                                                             |                         |                            |